# Saint-Mamert-du-Gard
Saint-Mamert-du-Gard est une commune française, chef-lieu de canton, située dans le centre du département du Gard en région Occitanie.
Exposée à un climat méditerranéen, elle est drainée par le ruisseau de Braune, le ruisseau de Lens et par un autre cours d'eau. La commune possède un patrimoine naturel remarquable composé d'une zone naturelle d'intérêt écologique, faunistique et floristique.
Saint-Mamert-du-Gard est une commune urbaine qui compte 1 617 habitants en 2022, après avoir connu une forte hausse de la population depuis 1975.  Elle fait partie de l'aire d'attraction de Nîmes. Ses habitants sont appelés les Saint-Mamertois ou  Saint-Mamertoises.

## Géographie
La commune est directement dominée au nord-ouest par le site naturel du massif des garrigues des « Bois des Lens » dont les crêtes atteignent 260 à 280 mètres. Nîmes est à 15 km du village.
Les communes limitrophes sont  Crespian, Fons, Gajan, Montmirat, Montpezat et Parignargues.
| Montmirat, Moulézan (par un quadripoint) | Fons                 | Gajan        |
| Combas (par un quadripoint),Crespian     | Saint-Mamert-du-Gard | Parignargues |
|                                          | Montpezat            |              |

Saint-Mamert-du-Gard est l'une des 75 communes membres du Schéma de Cohérence Territoriale (SCOT) du Sud du Gard (voir lien) et fait également partie d'une des 41 communes du pays Garrigues et Costières de Nîmes.

### Climat
Pour des articles plus généraux, voir Climat de l'Occitanie et Climat du Gard.
En 2010, le climat de la commune est de type climat méditerranéen franc, selon une étude s'appuyant sur une série de données couvrant la période 1971-2000. En 2020, Météo-France publie une typologie des climats de la France métropolitaine dans laquelle la commune est exposée à un climat méditerranéen et est dans la région climatique Provence, Languedoc-Roussillon, caractérisée par une pluviométrie faible en été, un très bon ensoleillement (2 600 h/an), un été chaud (21,5 °C), un air très sec en été, sec en toutes saisons, des vents forts (fréquence de 40 à 50 % de vents > 5 m/s) et peu de brouillards.
Pour la période 1971-2000, la température annuelle moyenne est de 13,8 °C, avec une amplitude thermique annuelle de 17,1 °C. Le cumul annuel moyen de précipitations est de 851 mm, avec 6,7 jours de précipitations en janvier et 3 jours en juillet. Pour la période 1991-2020, la température moyenne annuelle observée sur la station météorologique la plus proche, située sur la commune de La Rouvière à 6 km à vol d'oiseau, est de 14,5 °C et le cumul annuel moyen de précipitations est de 914,4 mm,. Pour l'avenir, les paramètres climatiques de la commune estimés pour 2050 selon différents scénarios d’émission de gaz à effet de serre sont consultables sur un site dédié publié par Météo-France en novembre 2022.

### Milieux naturels et biodiversité

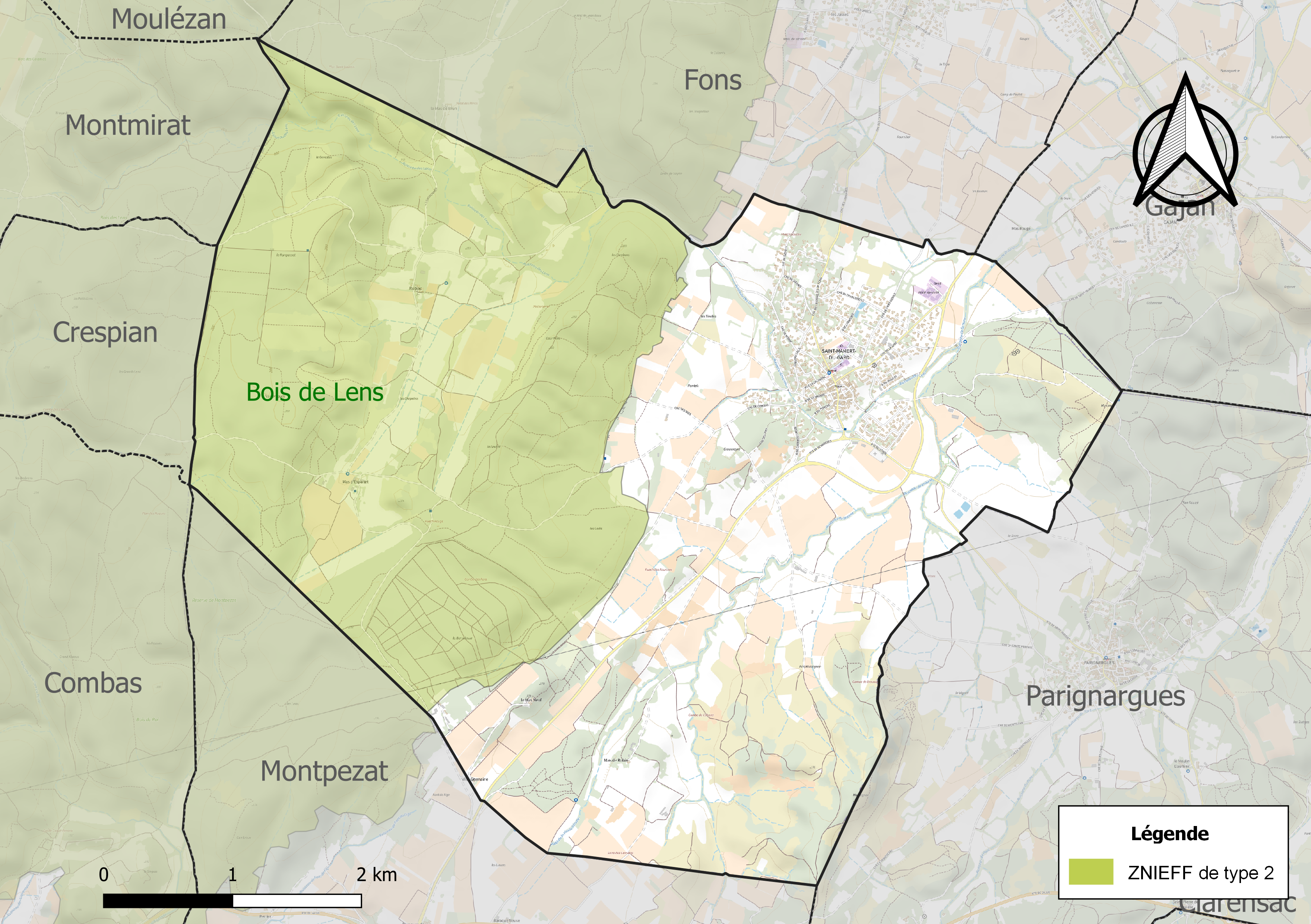
Carte de la ZNIEFF de type 2 localisée sur la commune.

L’inventaire des zones naturelles d'intérêt écologique, faunistique et floristique (ZNIEFF) a pour objectif de réaliser une couverture des zones les plus intéressantes sur le plan écologique, essentiellement dans la perspective d’améliorer la connaissance du patrimoine naturel national et de fournir aux différents décideurs un outil d’aide à la prise en compte de l’environnement dans l’aménagement du territoire.
Une ZNIEFF de type 2 est recensée sur la commune :
le « bois de Lens » (8 318 ha), couvrant 19 communes du département.

## Urbanisme

### Typologie
Au 1er janvier 2024, Saint-Mamert-du-Gard est catégorisée petite ville, selon la nouvelle grille communale de densité à sept niveaux définie par l'Insee en 2022.
Elle est située hors unité urbaine. Par ailleurs la commune fait partie de l'aire d'attraction de Nîmes, dont elle est une commune de la couronne,. Cette aire, qui regroupe 92 communes, est catégorisée dans les aires de 200 000 à moins de 700 000 habitants,.

### Occupation des sols
L'occupation des sols de la commune, telle qu'elle ressort de la base de données européenne d’occupation biophysique des sols Corine Land Cover (CLC), est marquée par l'importance des forêts et milieux semi-naturels (51,8 % en 2018), en augmentation par rapport à 1990 (50,9 %). La répartition détaillée en 2018 est la suivante : 
forêts (36,9 %), cultures permanentes (34,4 %), milieux à végétation arbustive et/ou herbacée (14,9 %), zones urbanisées (5,3 %), prairies (4,1 %), zones agricoles hétérogènes (2,2 %), terres arables (2,1 %). L'évolution de l’occupation des sols de la commune et de ses infrastructures peut être observée sur les différentes représentations cartographiques du territoire : la carte de Cassini (XVIIIe siècle), la carte d'état-major (1820-1866) et les cartes ou photos aériennes de l'IGN pour la période actuelle (1950 à aujourd'hui).

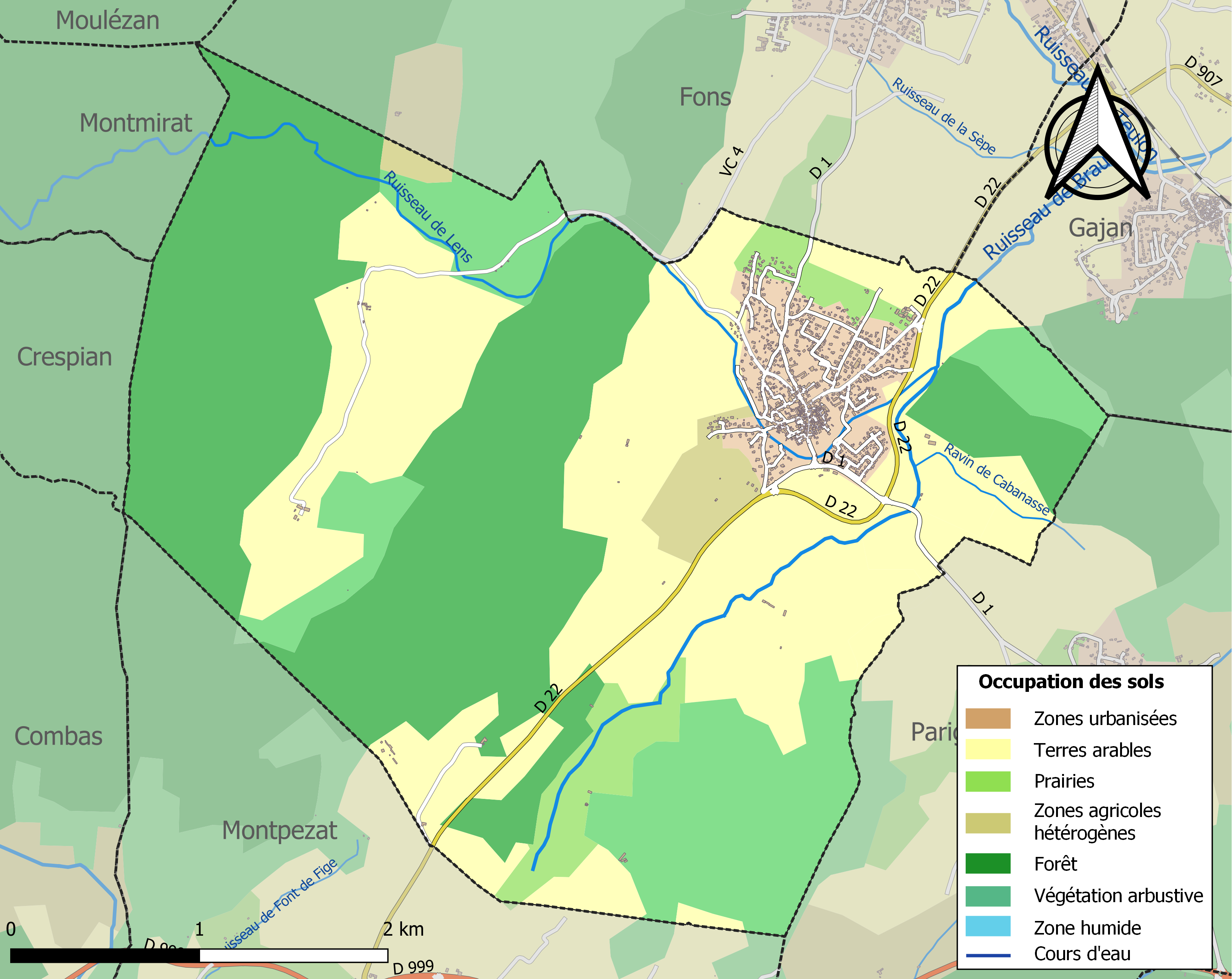
Carte des infrastructures et de l'occupation des sols de la commune en 2018 (CLC).

### Risques majeurs
Le territoire de la commune de Saint-Mamert-du-Gard est vulnérable à différents aléas naturels : météorologiques (tempête, orage, neige, grand froid, canicule ou sécheresse), inondations, feux de forêts et séisme (sismicité faible). Il est également exposé à un risque technologique,  le transport de matières dangereuses. Un site publié par le BRGM permet d'évaluer simplement et rapidement les risques d'un bien localisé soit par son adresse soit par le numéro de sa parcelle.

#### Risques naturels
Certaines parties du territoire communal sont susceptibles d’être affectées par le risque d’inondation par débordement de cours d'eau et par une crue torrentielle ou à montée rapide de cours d'eau, notamment le ruisseau de Braune. La commune a été reconnue en état de catastrophe naturelle au titre des dommages causés par les inondations et coulées de boue survenues en 1982, 1987, 1988, 1990, 1994, 1995, 2001, 2002, 2005 et 2014,.

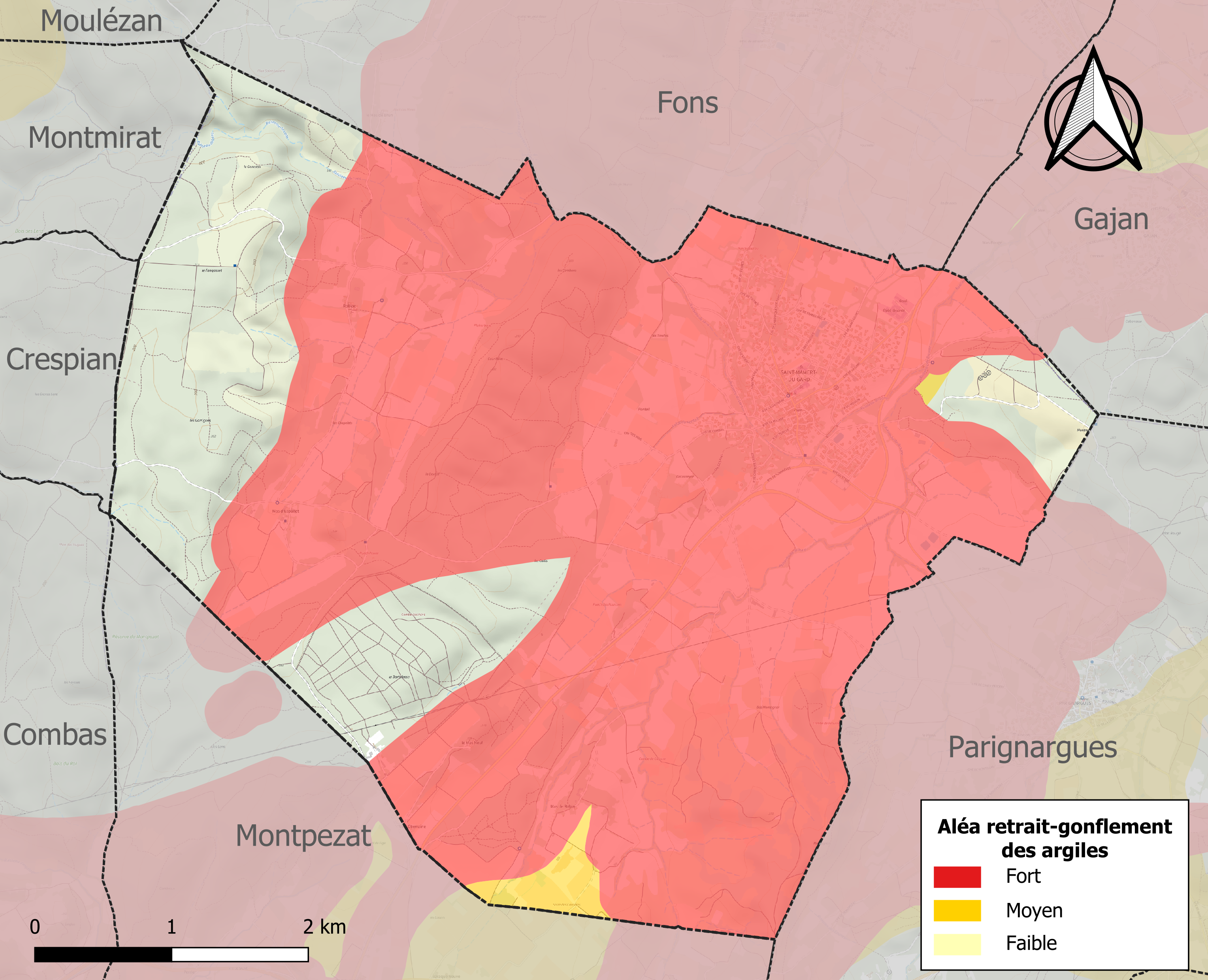
Carte des zones d'aléa retrait-gonflement des sols argileux de Saint-Mamert-du-Gard.

Le retrait-gonflement des sols argileux est susceptible d'engendrer des dommages importants aux bâtiments en cas d’alternance de périodes de sécheresse et de pluie. 78 % de la superficie communale est en aléa moyen ou fort (67,5 % au niveau départemental et 48,5 % au niveau national). Sur les 643 bâtiments dénombrés sur la commune en 2019, 643 sont en aléa moyen ou fort, soit 100 %, à comparer aux 90 % au niveau départemental et 54 % au niveau national. Une cartographie de l'exposition du territoire national au retrait gonflement des sols argileux est disponible sur le site du BRGM,.
Par ailleurs, afin de mieux appréhender le risque d’affaissement de terrain, l'inventaire national des cavités souterraines permet de localiser celles situées sur la commune.

#### Risques technologiques
Le risque de transport de matières dangereuses sur la commune est lié à sa traversée par des infrastructures routières ou ferroviaires importantes ou la présence d'une canalisation de transport d'hydrocarbures. Un accident se produisant sur de telles infrastructures est en effet susceptible d’avoir des effets graves au bâti ou aux personnes jusqu’à 350 m, selon la nature du matériau transporté. Des dispositions d’urbanisme peuvent être préconisées en conséquence.

## Histoire
Au cours de la Révolution française, la commune porte provisoirement les noms de Mamert et de Mont-Mamert.

## Héraldique
| Blason de Saint-Mamert-du-Gard | Blason  | D'azur à l'agneau pascal d'or.                   |
| Blason de Saint-Mamert-du-Gard | Détails | Le statut officiel du blason reste à déterminer. |

## Politique et administration
| Période                                  | Période   | Identité                   | Étiquette | Qualité       |
| ---------------------------------------- | --------- | -------------------------- | --------- | ------------- |
| 1899                                     |           | Albin Rouquette            |           |               |
| avant 1981                               | ?         | François-Charles Foulquier | PS        |               |
| mars 1989                                | mars 2001 | Éric Canonge               | PS        |               |
| mars 2001                                | mars 2008 | François Foulquier         | PS        |               |
| mars 2008                                | 2019      | Jean-Rémy Solana           | DVG       | Fonctionnaire |
| mars 2019                                | En cours  | Catherine Bergogne         |           |               |
| Les données manquantes sont à compléter. |           |                            |           |               |

## Démographie
En 2012, la commune comptait 57,7% de couples mariés, 8,6% de divorcés, 27,9% de célibataires et 5,8% de veufs. De plus les familles sont des familles monoparentales à 11,3%, couples sans enfant à 43,4% et des couples avec enfant(s) à 45,3%. Enfin la population était en 2012 composé en majorité de femmes (51,8%).L'évolution du nombre d'habitants est connue à travers les recensements de la population effectués dans la commune depuis 1793. Pour les communes de moins de 10 000 habitants, une enquête de recensement portant sur toute la population est réalisée tous les cinq ans, les populations de référence des années intermédiaires étant quant à elles estimées par interpolation ou extrapolation. Pour la commune, le premier recensement exhaustif entrant dans le cadre du nouveau dispositif a été réalisé en 2006.

En 2022, la commune comptait 1 617 habitants, en évolution de −0,43 % par rapport à 2016 (Gard : +2,97 %, France hors Mayotte : +2,11 %).
| 1793 | 1800 | 1806 | 1821 | 1831 | 1836 | 1841 | 1846 | 1851 |
| ---- | ---- | ---- | ---- | ---- | ---- | ---- | ---- | ---- |
| 430  | 560  | 597  | 635  | 602  | 601  | 606  | 615  | 565  |

| 1856 | 1861 | 1866 | 1872 | 1876 | 1881 | 1886 | 1891 | 1896 |
| ---- | ---- | ---- | ---- | ---- | ---- | ---- | ---- | ---- |
| 582  | 624  | 640  | 592  | 501  | 452  | 410  | 410  | 439  |

| 1901 | 1906 | 1911 | 1921 | 1926 | 1931 | 1936 | 1946 | 1954 |
| ---- | ---- | ---- | ---- | ---- | ---- | ---- | ---- | ---- |
| 469  | 522  | 483  | 414  | 424  | 444  | 437  | 396  | 401  |

| 1962 | 1968 | 1975 | 1982 | 1990 | 1999  | 2006  | 2011  | 2016  |
| ---- | ---- | ---- | ---- | ---- | ----- | ----- | ----- | ----- |
| 404  | 413  | 385  | 655  | 887  | 1 100 | 1 215 | 1 532 | 1 624 |

| 2021  | 2022  | - | - | - | - | - | - | - |
| ----- | ----- | - | - | - | - | - | - | - |
| 1 629 | 1 617 | - | - | - | - | - | - | - |

## Économie

### Revenus
En 2018  (données Insee publiées en septembre 2021), la commune compte 641 ménages fiscaux, regroupant 1 612 personnes. La médiane du revenu disponible par unité de consommation est de 21 880 € (20 020 € dans le département).

### Emploi
|                | 2008   | 2013  | 2018  |
| -------------- | ------ | ----- | ----- |
| Commune        | 6,3 %  | 7,7 % | 9,7 % |
| Département    | 10,6 % | 12 %  | 12 %  |
| France entière | 8,3 %  | 10 %  | 10 %  |

En 2018, la population âgée de 15 à 64 ans s'élève à 1 022 personnes, parmi lesquelles on compte 73,7 % d'actifs (64 % ayant un emploi et 9,7 % de chômeurs) et 26,3 % d'inactifs,. Depuis 2008, le taux de chômage communal (au sens du recensement) des 15-64 ans est inférieur à celui de la France et du département.
La commune fait partie de la couronne de l'aire d'attraction de Nîmes, du fait qu'au moins 15 % des actifs travaillent dans le pôle,. Elle compte 240 emplois en 2018, contre 224 en 2013 et 153 en 2008. Le nombre d'actifs ayant un emploi résidant dans la commune est de 658, soit un indicateur de concentration d'emploi de 36,5 % et un taux d'activité parmi les 15 ans ou plus de 58,6 %.
Sur ces 658 actifs de 15 ans ou plus ayant un emploi, 129 travaillent dans la commune, soit 20 % des habitants. Pour se rendre au travail, 86,3 % des habitants utilisent un véhicule personnel ou de fonction à quatre roues, 3,1 % les transports en commun, 7,3 % s'y rendent en deux-roues, à vélo ou à pied et 3,4 % n'ont pas besoin de transport (travail au domicile).

### Activités hors agriculture

#### Secteurs d'activités
118 établissements sont implantés  à Saint-Mamert-du-Gard au 31 décembre 2019. Le tableau ci-dessous en détaille le nombre par secteur d'activité et compare les ratios avec ceux du département,.
| Secteur d'activité                                                                                        | Commune | Commune | Département |
| Secteur d'activité                                                                                        | Nombre  | %       | %           |
| --- | ------- | ------- | ----------- |
| Ensemble                                                                                                  | 118     |         |             |
| Industrie manufacturière, industries extractives et autres                                                | 16      | 13,6 %  | (7,9 %)     |
| Construction                                                                                              | 30      | 25,4 %  | (15,5 %)    |
| Commerce de gros et de détail, transports, hébergement et restauration                                    | 17      | 14,4 %  | (30 %)      |
| Information et communication                                                                              | 5       | 4,2 %   | (2,2 %)     |
| Activités immobilières                                                                                    | 1       | 0,8 %   | (4,1 %)     |
| Activités spécialisées, scientifiques et techniques et activités de services administratifs et de soutien | 20      | 16,9 %  | (14,9 %)    |
| Administration publique, enseignement, santé humaine et action sociale                                    | 23      | 19,5 %  | (13,5 %)    |
| Autres activités de services                                                                              | 6       | 5,1 %   | (8,8 %)     |

Le secteur de la construction est prépondérant sur la commune puisqu'il représente 25,4 % du nombre total d'établissements de la commune (30 sur les 118 entreprises implantées  à Saint-Mamert-du-Gard), contre 15,5 % au niveau départemental.

#### Entreprises et commerces
Les cinq entreprises ayant leur siège social sur le territoire communal qui génèrent le plus de chiffre d'affaires en 2020 sont : 
- Gousats Exploitation, production d'électricité (153 k€)
- Gousats Energie, production d'électricité (152 k€)
- Saugues Energie, production d'électricité (151 k€)
- Mazet Energie, production d'électricité (149 k€)
- CPV Station Fruitiere, production d'électricité (93 k€)

### Agriculture
La commune est dans les Garrigues, une petite région agricole occupant le centre du département du Gard. En 2020, l'orientation technico-économique de l'agriculture  sur la commune est la polyculture et/ou le polyélevage.
|               | 1988 | 2000 | 2010 | 2020  |
| ------------- | ---- | ---- | ---- | ----- |
| Exploitations | 62   | 31   | 18   | 10    |
| SAU (ha)      | 467  | 450  | nd   | 1 068 |

Le nombre d'exploitations agricoles en activité et ayant leur siège dans la commune est passé de 62 lors du recensement agricole de 1988  à 31 en 2000 puis à 18 en 2010 et enfin à 10 en 2020, soit une baisse de 84 % en 32 ans. Le même mouvement est observé à l'échelle du département qui a perdu pendant cette période 61 % de ses exploitations,. La surface agricole utilisée sur la commune a quant à elle augmenté, passant de 467 ha en 1988 à 1 068 ha en 2020. Parallèlement la surface agricole utilisée moyenne par exploitation a augmenté, passant de 8 à 107 ha.

## Culture locale et patrimoine

### Lieux et monuments
- Église Saint-Mamert de Saint-Mamert-du-Gard. De style roman, datant du XIIe siècle à l'origine, l'abside est d'ailleurs en cul de four avec un bel appareillage des pierres. La façade ouest a été, en revanche, remaniée au XIXe et possède un clocher-pignon sur son faîtage abritant une cloche de volée de cette époque. Est accolée également au sud de l'édifice la tour de l'horloge surmontée de son classique campanile en fer dont l'originalité est qu'il supporte deux cloches. La cloche la plus ancienne semble hors d'usage.. ; elle est surmontée par une cloche de facture fin XIXe servant de timbre à l'horloge (il semble que le campanile a été exhaussé à cette occasion).
- Temple protestant de Saint-Mamert-du-Gard : sobre et imposante façade néoclassique XIXe siècle avec pilastres et large fronton triangulaire à corniches ouvragées. Bel exemple typique du style d'architecture utilisé pour ces bâtiments durant toute la première moitié du XIXe siècle. Une originalité : ce temple ne possède pas de clocher.

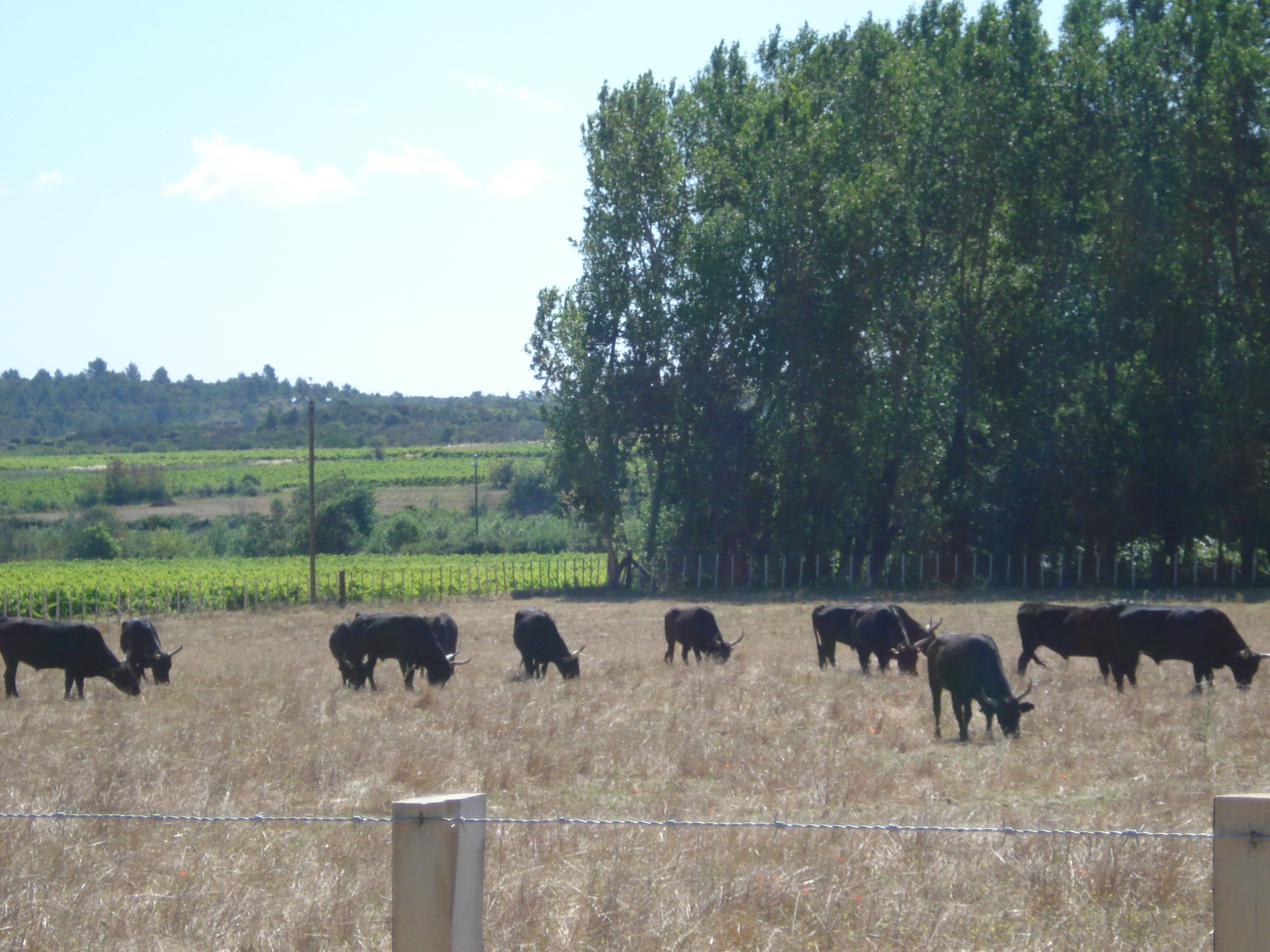
Paysage avec des taureaux.
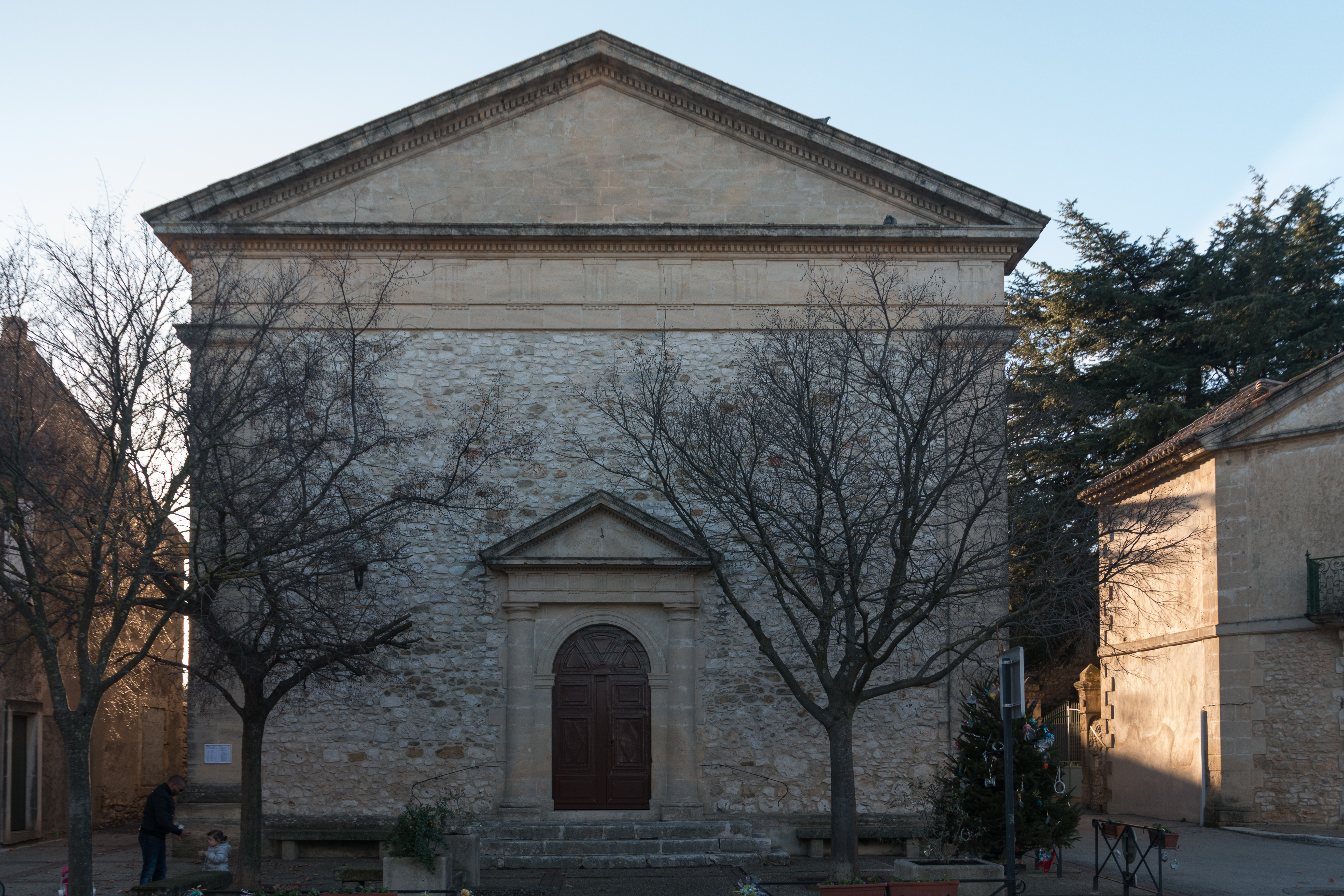
Temple protestant